# A világ legnagyobb óceánjáró hajóinak listája

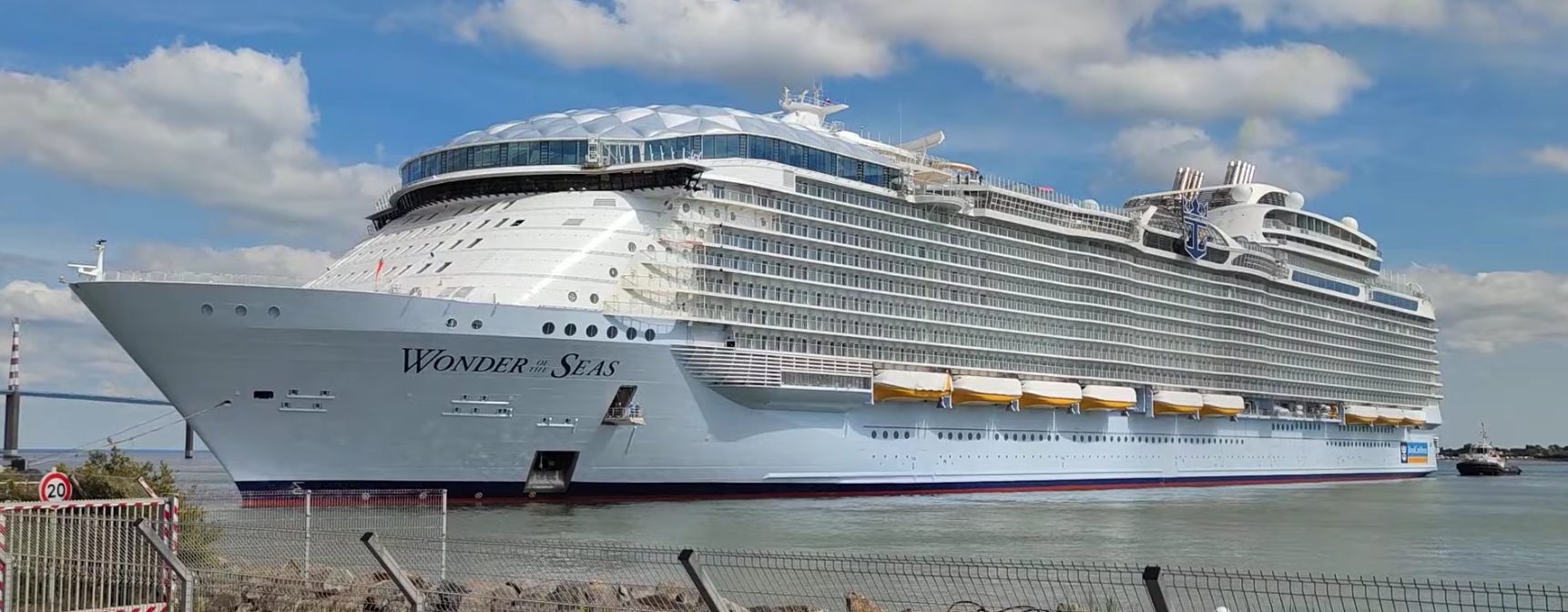
A Wonder of the Seas a Royal Caribbean Oasis-osztályának utolsó hajója volt

Az üdülőhajók nagy utasszállító hajók, amelyeket elsősorban nyaralásra használnak. Az óceánjáróktól eltérően, amelyeket szállításra használnak, jellemzően oda-vissza utakra indulnak különböző kikötőkbe, ahol az utasok "partraszállásként" ismert kirándulásokon vehetnek részt. Egyetlen út során több ezer utast szállíthatnak, és Bruttó regisztertonna (BT) szerint a világ legnagyobb hajói közé tartoznak, nagyobbak, mint sok teherhajó. A sétahajók az 1990-es évek közepén kezdték meghaladni az óceánjárók méretét és kapacitását;; azelőtt csak kevés volt 50 000 BT-nél nagyobb. Az azóta eltelt évtizedekben a legnagyobb hajók mérete több mint kétszeresére nőtt. 2001 óta minden évben kilenc vagy annál több új sétahajó érkezik, amelyek többsége 100 000 BT vagy annál nagyobb. Az 1988 és 2009 közötti két évtizedben a legnagyobb sétahajók egyharmaddal hosszabbak lettek (268 m-ről 360 m-re), majdnem megduplázták szélességüket (32,2 m-ről 60,5 m-re), megduplázták az utasok számát (2744-ről 5400-ra), és megháromszorozódott a hajóterük (73 000 BT-ről 225 000 BT-re). 2022 januárjától a legnagyobb tengerjáró hajó, a Wonder of the Seas 236 857 bruttó tonnatartalommal rendelkezik, 362 méter hosszú, 64 méter széles és 6 988 utas befogadására alkalmas.
Az üdülőhajók szervezése nagyban hasonlít az úszó szállodákéhoz, a szokásos hajós személyzet mellett teljes vendéglátó személyzettel.. A modern üdülőhajók, bár feláldozták a tengerjáró képességek bizonyos tulajdonságait, a hajós turistákat kiszolgáló kényelemmel bővültek, a legújabb hajókat "erkélyes úszó társasházaknak" nevezik. A "megahajók" a csak egy fedélzethez tartozó erkélyek helyett az összes fedélzethez tartozó erkélyekkel rendelkező fedélzetre váltottak, és olyan kényelmi szolgáltatásokkal rendelkeznek, mint a színházak, fine dining és éttermek, gyógyfürdők, fitneszközpontok, kaszinók, sportlétesítmények, sőt, még vidámparki attrakciók is.
Az üdülőhajóknak mind a szállodai szolgáltatások, mind a meghajtás működtetéséhez áramra van szükségük. Az üdülőhajókat úgy tervezték, hogy az összes nehéz gépezet a hajó alján, a könnyű anyagok pedig a tetején helyezkednek el, így eleve stabilak, még akkor is, ha a hajókat egyre magasabbra és magasabbra tervezik, és a legtöbb utasszállító hajó stabilizáló uszonyokat használ, hogy tovább csökkentse a magas hajók ellenállását nehéz időjárás esetén. Míg egyes sétahajók hagyományos, rögzített hajócsavarokat és kormánylapátokat használnak a kormányzáshoz, a legtöbb nagyobb hajó balra és jobbra forgatható hajócsavarokat használ a hajó kormányozásához, úgynevezett azimutális tolóerőt, amelyek még a legnagyobb hajótervek esetében is megfelelő manőverezőképességet tesznek lehetővé.
Az üdülőhajókat a körutazási társaságok üzemeltetik, amelyek olyan vállalatok, amelyek körutazásokat értékesítenek a nagyközönség számára. Az 1990-es években számos hajótársaságot sokkal nagyobb holding társaságok vásároltak fel, és a holding társaság márkájaként vagy leányvállalataként működnek tovább. Például a Carnival Corporation & plc tulajdonában van mind a tömegpiaci Carnival Cruise Line, amely a fiatalabb utazóknak szánt nagyobb partyhajókra összpontosít, mind a Holland America Line, amelynek kisebb hajói a klasszikus elegancia imázsát ápolják. A hajóeladásoknál és megrendeléseknél a körutazási iparágban bevett gyakorlat, hogy a kisebb üzemeltető társaságot, nem pedig a nagyobb holdingot tüntetik fel a hajó fogadó körutazási társaságaként.

## Forgalomban
2022 januárjában 52, 135 000 BT feletti utasszállító hajó állt szolgálatban. Az első ilyen méretű hajók a Royal Caribbean csoporthoz tartozó Royal Caribbean International (RCI) Voyager-osztályú hajói voltak. Ezek a több mint 137 000 BT-vel 1998-ban debütált hajók majdnem 30 000 BT-vel nagyobbak voltak, mint a következő legnagyobb tengerjáró hajók, és az első olyan hajók közé tartoztak, amelyeket úgy terveztek, hogy a "nem tengerjárók" számára is vonzóak legyenek, olyan funkciókkal, mint a hajó közepén található 4 fedélzet magas, 400 láb (120 m) hosszú átrium, jégpálya és mászófal. 2005-ben az öt Voyager-osztályú hajót megelőzte a 149 215 BT-s Queen Mary 2, az első 135 000 BT feletti nem RCI személyszállító hajó, és az egyetlen jelenleg forgalomban lévő személyszállító hajó, amely óceánjárónak minősíti magát. A QM2-t 2006-ban megelőzték az RCI 155 889 BT-s Freedom-osztályú hajói, amelyeket viszont 2009-ben megelőzött az RCI hat tervezett Oasis-osztályú hajója közül az első 2009-ben. Az Oasis-osztályú hajók több mint 225 000 BT-sek, legalább 154 láb (47 m) szélesek, 240 láb (73 m) magasak és több mint 5400 utas befogadására alkalmasak.
| Helyezés | Hajó neve                | Cruise line                   | Év   | Gross tonnage | Length overall         | Szélesség            | Szélesség            | Staterooms | Utaskapacitás | Utaskapacitás | Kép |
| Helyezés | Hajó neve                | Cruise line                   | Év   | Gross tonnage | Length overall         | Maximum              | Waterline            | Staterooms | Double        | Maximum       | Kép |
| -------- | ------------------------ | ----------------------------- | ---- | ------------- | ---------------------- | -------------------- | -------------------- | ---------- | ------------- | ------------- | --- |
| 1        | Wonder of the Seas       | Royal Caribbean International | 2022 | 236,857       | 362,04 m (1187,8 ft)   | 64 m (210 ft)        | 47,4 m (156 ft)      | 2,867      | 5,734         | 6,988         |     |
| 2        | Symphony of the Seas     | Royal Caribbean International | 2018 | 228,081       | 361,011 m (1184,42 ft) | 65,7 m (215,5 ft)    | 47,78 m (156,8 ft)   | 2,759      | 5,518         | 6,680         |     |
| 3        | Harmony of the Seas      | Royal Caribbean International | 2016 | 226,963       | 362,12 m (1188,1 ft)   | 65,7 m (215,5 ft)    | 47,42 m (155,6 ft)   | 2,747      | 5,494         | 6,687         |     |
| 4        | Oasis of the Seas        | Royal Caribbean International | 2009 | 226,838       | 360 m (1180 ft)        | 60,5 m (198 ft)      | 47 m (154 ft)        | 2,742      | 5,484         | 6,780         |     |
| 5        | Allure of the Seas       | Royal Caribbean International | 2010 | 225,282       | 360 m (1180 ft)        | 60,5 m (198 ft)      | 47 m (154 ft)        | 2,742      | 5,484         | 6,780         |     |
| 6        | Costa Smeralda           | Costa Cruises                 | 2019 | 185,010       | 337 m (1106 ft)        | 42 m (138 ft)        | 42 m (138 ft)        | 2,612      | 5,224         | 6,554         |     |
| 6        | Costa Toscana            | Costa Cruises                 | 2021 | 185,010       | 337 m (1106 ft)        | 42 m (138 ft)        | 42 m (138 ft)        | 2,612      | 5,224         | 6,554         |     |
| 8        | Iona                     | P&O Cruises                   | 2020 | 184,089       | 344,5 m (1130 ft)      | 42 m (138 ft)        | 42 m (138 ft)        | 2,614      | 5,206         | 6,600         |     |
| 9        | AIDAnova                 | AIDA Cruises                  | 2018 | 183,858       | 337 m (1106 ft)        | 42 m (138 ft)        | 42 m (138 ft)        | 2,626      | 5,252         | 6,654         |     |
| 10       | AIDAcosma                | AIDA Cruises                  | 2021 | ~ 183,200     | 337 m (1106 ft)        | 42 m (138 ft)        | 42 m (138 ft)        | 2,626      | 5,228         | 6,600         |     |
| 11       | Mardi Gras               | Carnival Cruise Line          | 2020 | 181,808       | 344 m (1130 ft)        | 42 m (138 ft)        | 42 m (138 ft)        | 2,641      | 5,282         | 6,630         |     |
| 12       | MSC Grandiosa            | MSC Cruises                   | 2019 | 181,541       | 331,43 m (1087,4 ft)   | 43 m (141 ft)        | 43 m (141 ft)        | 2,632      | 5,264         | 6,761         |     |
| 12       | MSC Virtuosa             | MSC Cruises                   | 2020 | 181,541       | 331,43 m (1087,4 ft)   | 50 m (160 ft)        | 43 m (141 ft)        | 2,421      | 4,842         | 6,334         |     |
| 14       | MSC Meraviglia           | MSC Cruises                   | 2017 | 171,598       | 315,83 m (1036,2 ft)   | 43 m (141 ft)        | 43 m (141 ft)        | 2,244      | 4,488         | 5,655         |     |
| 14       | MSC Bellissima           | MSC Cruises                   | 2019 | 171,598       | 315,83 m (1036,2 ft)   | 43 m (141 ft)        | 43 m (141 ft)        | 2,217      | 4,434         | 5,686         |     |
| 16       | MSC Seashore             | MSC Cruises                   | 2021 | 170,412       | 339 m (1112 ft)        | 41 m (135 ft)        | 41 m (135 ft)        | 2,270      | 4,540         | 5,632         |     |
| 17       | Spectrum of the Seas     | Royal Caribbean International | 2019 | 169,379       | 347,11 m (1138,8 ft)   | 49,24 m (161,5 ft)   | 41,39 m (135,8 ft)   | 2,137      | 4,246         | 5,622         |     |
| 18       | Norwegian Encore         | Norwegian Cruise Line         | 2019 | 169,116       | 333,44 m (1094,0 ft)   | 48,13 m (157,9 ft)   | 41,39 m (135,8 ft)   | 2,040      | 3,998         | Ismeretlen    |     |
| 19       | Quantum of the Seas      | Royal Caribbean International | 2014 | 168,666       | 347,08 m (1138,7 ft)   | 49,47 m (162,3 ft)   | 41,4 m (136 ft)      | 2,090      | 4,180         | 4,905         |     |
| 19       | Anthem of the Seas       | Royal Caribbean International | 2015 | 168,666       | 347,06 m (1138,6 ft)   | 49,4 m (162 ft)      | 41,4 m (136 ft)      | 2,090      | 4,180         | 4,905         |     |
| 19       | Ovation of the Seas      | Royal Caribbean International | 2016 | 168,666       | 348 m (1142 ft)        | 48,9 m (160 ft)      | 41,2 m (135 ft)      | 2,091      | 4,180         | 4,905         |     |
| 22       | Norwegian Bliss          | Norwegian Cruise Line         | 2018 | 168,028       | 333,32 m (1093,6 ft)   | 48,1 m (158 ft)      | 41,4 m (136 ft)      | 2,043      | 4,004         | 4,200         |     |
| 23       | Norwegian Joy            | Norwegian Cruise Line         | 2017 | 167,725       | 333,46 m (1094,0 ft)   | 41,4 m (136 ft)      | 41,4 m (136 ft)      | 1,925      | 3,804         | 3,883         |     |
| 24       | Odyssey of the Seas      | Royal Caribbean International | 2021 | 167,704       | 347,08 m (1138,7 ft)   | 49,39 m (162,0 ft)   | 41,39 m (135,8 ft)   | 2,137      | 4,284         | 5,498         |     |
| 25       | Norwegian Escape         | Norwegian Cruise Line         | 2015 | 165,157       | 325,9 m (1069 ft)      | 46,5 m (153 ft)      | 41,4 m (136 ft)      | 2,124      | 4,248         | Ismeretlen    |     |
| 26       | Freedom of the Seas      | Royal Caribbean International | 2006 | 156,271       | 338,774 m (1111,46 ft) | 56 m (184 ft)        | 39,034 m (128,06 ft) | 1,817      | 3,634         | 4,375         |     |
| 27       | Liberty of the Seas      | Royal Caribbean International | 2007 | 155,889       | 339 m (1112 ft)        | 56 m (184 ft)        | 39,0 m (128,1 ft)    | 1,817      | 3,634         | 4,375         |     |
| 27       | Independence of the Seas | Royal Caribbean International | 2008 | 155,889       | 338,72 m (1111,3 ft)   | 56 m (184 ft)        | 38,6 m (127 ft)      | 1,929      | 3,858         | 4,560         |     |
| 29       | Norwegian Epic           | Norwegian Cruise Line         | 2010 | 155,873       | 329,5 m (1081 ft)      | 40,6 m (133 ft)      | 40,6 m (133 ft)      | 2,114      | 4,100         | 5,183         |     |
| 30       | MSC Seaview              | MSC Cruises                   | 2018 | 153,516       | 323 m (1060 ft)        | 41 m (135 ft)        | 41 m (135 ft)        | 2,066      | 4,132         | 5,336         |     |
| 30       | MSC Seaside              | MSC Cruises                   | 2017 | 153,516       | 323 m (1060 ft)        | 41 m (135 ft)        | 41 m (135 ft)        | 2,066      | 4,132         | 5,336         |     |
| 32       | Genting Dream            | Dream Cruises                 | 2016 | 150,695       | 335,33 m (1100,2 ft)   | 44,1 m (145 ft)      | 39,7 m (130 ft)      | 1,674      | 3,348         | 4,500         |     |
| 32       | World Dream              | Dream Cruises                 | 2017 | 150,695       | 335,2 m (1100 ft)      | 44,35 m (145,5 ft)   | 39,75 m (130,4 ft)   | 1,686      | Ismeretlen    | 3,376         |     |
| 34       | Queen Mary 2             | Cunard Line                   | 2004 | 149,215       | 345,03 m (1132,0 ft)   | 45 m (147 ft)        | 41 m (135 ft)        | 1,353      | 2,691         | 3,090         |     |
| 35       | Norwegian Breakaway      | Norwegian Cruise Line         | 2013 | 145,655       | 325,64 m (1068,4 ft)   | 51,7 m (169,7 ft)    | 39,71 m (130,3 ft)   | 2,015      | 3,963         | Ismeretlen    |     |
| 35       | Norwegian Getaway        | Norwegian Cruise Line         | 2014 | 145,655       | 325,65 m (1068,4 ft)   | 44,39 m (145,6 ft)   | 39,73 m (130,3 ft)   | 2,015      | 3,963         | Ismeretlen    |     |
| 37       | Sky Princess             | Princess Cruises              | 2019 | 145,281       | 330 m (1080 ft)        | 38,4 m (126 ft)      | 38,4 m (126 ft)      | 1,830      | 3,660         | 4,610         |     |
| 37       | Enchanted Princess       | Princess Cruises              | 2020 | 145,281       | 329,92 m (1082,4 ft)   | 38,42 m (126,0 ft)   | 38,42 m (126,0 ft)   | 1,830      | 3,660         | Ismeretlen    |     |
| 28       | Discovery Princess       | Princess Cruises              | 2022 | 145,281       | 330 m (1080 ft)        | 38,42 m (126,0 ft)   | 38,42 m (126,0 ft)   | 1,830      | 3,660         | Ismeretlen    |     |
| 39       | Majestic Princess        | Princess Cruises              | 2017 | 144,216       | 330,0 m (1082,7 ft)    | Ismeretlen           | 38,4 m (126 ft)      | 1,780      | 3,560         | 5,600         |     |
| 40       | Britannia                | P&O Cruises                   | 2015 | 143,730       | 330 m (1080 ft)        | Ismeretlen           | 38,38 m (125,9 ft)   | 1,837      | 3,647         | Ismeretlen    |     |
| 41       | Royal Princess           | Princess Cruises              | 2013 | 142,714       | 330 m (1080 ft)        | 47 m (155 ft)        | 38,4 m (126 ft)      | 1,780      | 3,560         | 4,340         |     |
| 41       | Regal Princess           | Princess Cruises              | 2014 | 142,714       | 330 m (1080 ft)        | Ismeretlen           | 38,27 m (125,6 ft)   | 1,780      | 3,560         | 4,340         |     |
| 43       | Celebrity Beyond         | Celebrity Cruises             | 2022 | 141,420       | 327 m (1073 ft)        | Ismeretlen           | Ismeretlen           | 1,650      | 3,300         | Ismeretlen    |     |
| 44       | Navigator of the Seas    | Royal Caribbean International | 2002 | 139,999       | 311 m (1020 ft)        | 48,0 m (157,5 ft)    | 38,6 m (127 ft)      | 1,693      | 3,386         | 4,000         |     |
| 45       | Mariner of the Seas      | Royal Caribbean International | 2003 | 139,863       | 311,12 m (1020,7 ft)   | 39,032 m (128,06 ft) | 38,6 m (127 ft)      | 1,674      | 3,344         | 4,000         |     |
| 46       | MSC Divina               | MSC Cruises                   | 2012 | 139,072       | 333,33 m (1093,6 ft)   | 37,92 m (124,4 ft)   | 37,92 m (124,4 ft)   | 1,751      | 3,502         | 4,345         |     |
| 46       | MSC Preziosa             | MSC Cruises                   | 2013 | 139,072       | 333,33 m (1093,6 ft)   | 37,92 m (124,4 ft)   | 37,92 m (124,4 ft)   | 1,751      | 3,502         | 4,345         |     |
| 48       | Explorer of the Seas     | Royal Caribbean International | 2000 | 138,194       | 311 m (1020 ft)        | 49,1 m (161 ft)      | 38,6 m (127 ft)      | 1,557      | 3,114         | 3,840         |     |
| 48       | Voyager of the Seas      | Royal Caribbean International | 1999 | 138,194       | 311,12 m (1020,7 ft)   | 47,4 m (156 ft)      | 38,6 m (127 ft)      | 1,557      | 3,114         | 3,840         |     |
| 50       | Adventure of the Seas    | Royal Caribbean International | 2001 | 138,193       | 311 m (1020 ft)        | 49,1 m (161 ft)      | 38,6 m (127 ft)      | 1,557      | 3,114         | 3,807         |     |
| 51       | MSC Fantasia             | MSC Cruises                   | 2008 | 137,936       | 333,33 m (1093,6 ft)   | 37,92 m (124,4 ft)   | 37,92 m (124,4 ft)   | 1,637      | 3,274         | 4,363         |     |
| 51       | MSC Splendida            | MSC Cruises                   | 2009 | 137,936       | 333,33 m (1093,6 ft)   | 37,92 m (124,4 ft)   | 37,92 m (124,4 ft)   | 1,637      | 3,274         | 3,952         |     |
| 53       | Costa Venezia            | Costa Cruises                 | 2019 | 135,225       | 323 m (1060 ft)        | Ismeretlen           | 37,2 m (122 ft)      | 2,116      | 4,232         | 5,260         |     |
| 54       | Costa Firenze            | Costa Cruises                 | 2020 | 135,156       | 323 m (1060 ft)        | 37,2 m (122 ft)      | 37,2 m (122 ft)      | Ismeretlen | >5,200        | >5,200        |     |

1. ↑  A hajókat a bruttó űrtartalom, majd a szolgálatba lépésük dátuma szerint rangsorolják.
2. ↑  A hajót jelenleg üzemeltető hajótársaság, amely bizonyos esetekben eltérhet a hajót megrendelő hajótársaságtól vagy a hajót technikailag birtokló holding társaságtól.
3. ↑  A hajó eredeti üzembe helyezésének éve, amely egyes esetekben nem feltétlenül egyezik meg azzal az évvel, amikor a hajó a felsorolt hajózási társaság alatt vagy a felsorolt névvel megkezdte a szolgáltatást.
4. 1 2 3
5. ↑  Egyes osztályozó társaságok, mint például a Registro Italiano Navale csak a merőlegesek közötti hossz szerepel, a teljes hossz nem, ebben az esetben a hosszadatokat más források szolgáltatják.
6. ↑  Az utaskapacitás nem tartalmazza a személyzetet.
7. ↑  Szélesség a hajó legszélesebb pontján, bárhol a hajó magasságában
8. ↑  A hajó névleges vízvonalánál mért legszélesebb ponton mért szélesség.
9. ↑  Ahol a hivatalos források nem adnak meg kétszemélyes férőhelyet vagy alacsonyabb fekvőhely-kapacitást, ez a lista két utast feltételez kabinonként (egyes hajókon vannak olyan kis szobák, amelyek csak egy utasnak számítanak a kétszemélyes férőhely számításakor).
10. ↑  A hajó maximális befogadóképessége, amelyet általában az ágyak teljes száma és/vagy a SOLAS biztonsági szabványok alapján határoznak meg.
11. 1 2 3 4 5 6 7 8 9 10
12. 1 2 3 4 5 6 7 8 9 10 11

## Építés alatt
| Helyezés | Hajó, osztály vagy projekt név | Cruise line                   | Év (tervezett) | Gross tonnage | Length overall        | Beam                | Beam                | Staterooms | Utaskapacitás | Utaskapacitás |
| Helyezés | Hajó, osztály vagy projekt név | Cruise line                   | Év (tervezett) | Gross tonnage | Length overall        | Maximum             | Vízvonal            | Staterooms | Double        | Maximum       |
| -------- | ------------------------------ | ----------------------------- | -------------- | ------------- | --------------------- | ------------------- | ------------------- | ---------- | ------------- | ------------- |
| 1        | Oasis Class                    | Royal Caribbean International | 2009           | 231,000       | 362 m (1188 ft)       | 66 m (217 ft)       | 66 m (217 ft)       | 2,857      | 5,714         | 6,700         |
| 2        | Global Dream                   | Dream Cruises                 | 2021           | 208,000       | 342 m (1122 ft)       | 46,4 m (152 ft)     | 46,4 m (152 ft)     | 2,350      | 4,700         | 9,000         |
| 2        | Global Class                   | Dream Cruises                 | 2022           | 208,000       | 342 m (1122 ft)       | 46,4 m (152 ft)     | 46,4 m (152 ft)     | 2,350      | 4,700         | 9,000         |
| 4        | MSC World Europa               | MSC Cruises                   | 2022           | 205,700       | 333,3 m (1094 ft)     | 47 m (154 ft)       | 47 m (154 ft)       | 2,632      | 5,264         | 6,761         |
| 4        | MSC World America              | MSC Cruises                   | 2025           | 205,700       | 333,3 m (1094 ft)     | 47 m (154 ft)       | 47 m (154 ft)       | 2,632      | 5,264         | 6,774         |
| 4        | World Class                    | MSC Cruises                   | 2025           | 205,700       | 333,3 m (1094 ft)     | 47 m (154 ft)       | 47 m (154 ft)       | 2,632      | 5,264         | 6,774         |
| 4        | World Class                    | MSC Cruises                   | 2027           | 205,700       | 333,3 m (1094 ft)     | 47 m (154 ft)       | 47 m (154 ft)       | 2,632      | 5,264         | 6,774         |
| 8        | Icon of the Seas               | Royal Caribbean International | 2023           | 200,000       | Ismeretlen            | Ismeretlen          | Ismeretlen          | Ismeretlen | 5,600         | 5,600         |
| 8        | Icon class                     | Royal Caribbean International | 2025           | 200,000       | Ismeretlen            | Ismeretlen          | Ismeretlen          | Ismeretlen | 5,600         | 5,600         |
| 8        | Icon class                     | Royal Caribbean International | 2026           | 200,000       | Ismeretlen            | Ismeretlen          | Ismeretlen          | Ismeretlen | 5,600         | 5,600         |
| 12       | Arvia                          | P&O Cruises                   | 2022           | 183,900       | 344,5 m (1130 ft)     | 42 m (138 ft)       | 42 m (138 ft)       | 2,614      | 5,206         | 6,600         |
| 13       | MSC Euribia                    | MSC Cruises                   | 2023           | 183,500       | 331,43 m (1087,4 ft)  | 43 m (141 ft)       | 43 m (141 ft)       | 2,408      | 4,816         | 6,335         |
| 14       | Carnival Jubilee               | Carnival Cruise Line          | 2023           | 183,200       | 337 m (1106 ft)       | 42 m (138 ft)       | 42 m (138 ft)       | 2,626      | 5,228         | 6,600         |
| 15       | Carnival Celebration           | Carnival Cruise Line          | 2022           | 180,800       | 345 m (1132 ft)       | Ismeretlen          | Ismeretlen          | 2,600      | 5,200         | 6,600         |
| 16       | Sphere Class                   | Princess Cruises              | 2023           | 175,000       | Ismeretlen            | Ismeretlen          | Ismeretlen          | Ismeretlen | 4,300         | Ismeretlen    |
| 16       | Sphere Class                   | Princess Cruises              | 2025           | 175,000       | Ismeretlen            | Ismeretlen          | Ismeretlen          | Ismeretlen | 4,300         | Ismeretlen    |
| 18       | MSC Seascape                   | MSC Cruises                   | 2022           | 170,412       | 339 m (1112 ft)       | 41 m (135 ft)       | 41 m (135 ft)       | 2,270      | 4,540         | 5,632         |
| 19       | Sablon:TableTBA                | TUI Cruises                   | 2024           | 161,000       | Ismeretlen            | Ismeretlen          | Ismeretlen          | Ismeretlen | Ismeretlen    | Ismeretlen    |
| 19       | Sablon:TableTBA                | TUI Cruises                   | 2026           | 161,000       | Ismeretlen            | Ismeretlen          | Ismeretlen          | Ismeretlen | Ismeretlen    | Ismeretlen    |
| 21       | Disney Wish                    | Disney Cruise Line            | July 14, 2022  | 144,000       | 341,13 m (1119,19 ft) | 39,00 m (127,95 ft) | 39,00 m (127,95 ft) | 1,250      | 2,500         | Ismeretlen    |
| 21       | Triton class                   | Disney Cruise Line            | 2024           | 144,000       | 341,13 m (1119,19 ft) | 39,00 m (127,95 ft) | 39,00 m (127,95 ft) | 1,250      | 2,500         | Ismeretlen    |
| 21       | Triton class                   | Disney Cruise Line            | 2025           | 144,000       | 341,13 m (1119,19 ft) | 39,00 m (127,95 ft) | 39,00 m (127,95 ft) | 1,250      | 2,500         | Ismeretlen    |
| 24       | Celebrity Ascent               | Celebrity Cruises             | 2023           | 140,600       | 327 m (1073 ft)       | Ismeretlen          | Ismeretlen          | 1,650      | 3,300         | Ismeretlen    |
| 24       | Edge Class                     | Celebrity Cruises             | 2024           | 140,600       | 327 m (1073 ft)       | Ismeretlen          | Ismeretlen          | 1,650      | 3,300         | Ismeretlen    |
| 26       | Norwegian Prima                | Norwegian Cruise Line         | 2022           | 140,000       | 300 m (980 ft)        | Ismeretlen          | Ismeretlen          | Ismeretlen | 3,300         | 3,300         |
| 26       | Project Leonardo               | Norwegian Cruise Line         | 2023           | 140,000       | 300 m (980 ft)        | Ismeretlen          | Ismeretlen          | Ismeretlen | 3,300         | 3,300         |
| 26       | Project Leonardo               | Norwegian Cruise Line         | 2024           | 140,000       | 300 m (980 ft)        | Ismeretlen          | Ismeretlen          | Ismeretlen | 3,300         | 3,300         |
| 26       | Project Leonardo               | Norwegian Cruise Line         | 2025           | 140,000       | 300 m (980 ft)        | Ismeretlen          | Ismeretlen          | Ismeretlen | 3,300         | 3,300         |
| 26       | Project Leonardo               | Norwegian Cruise Line         | 2026           | 140,000       | 300 m (980 ft)        | Ismeretlen          | Ismeretlen          | Ismeretlen | 3,300         | 3,300         |
| 26       | Project Leonardo               | Norwegian Cruise Line         | 2027           | 140,000       | 300 m (980 ft)        | Ismeretlen          | Ismeretlen          | Ismeretlen | 3,300         | 3,300         |
| 32       | Vista class                    | CSSC Carnival Cruise Shipping | 2023           | 135,000       | Ismeretlen            | Ismeretlen          | Ismeretlen          | Ismeretlen | Ismeretlen    | 5,000         |
| 32       | Vista class                    | CSSC Carnival Cruise Shipping | 2024           | 135,000       | Ismeretlen            | Ismeretlen          | Ismeretlen          | Ismeretlen | Ismeretlen    | 5,000         |

1. ↑  A hajókat a bruttó űrtartalom, majd a szolgálatba lépésük dátuma szerint rangsorolják.
2. 1 2 3 4 5 6
3. ↑  A hajót megrendelő vagy várhatóan átvevő hajótársaság
4. ↑  A hajó tervezett üzembe helyezésének éve, nem pedig a vízre bocsátás vagy a vízre bocsátás időpontja.
5. ↑  Utaskapacitás személyzet nélkül
6. ↑  Szélesség a hajó legszélesebb pontján, bárhol a hajó magasságában
7. ↑  A hajó névleges vízvonalánál mért legszélesebb ponton mért szélesség.
8. ↑  Where official sources do not specify double occupancy capacity or lower berths capacity, this list assumes two passengers per stateroom (some ships have small rooms that only count as a single passenger when calculating double-occupancy).
9. ↑  Maximum capacity of the ship, usually determined by total number of beds and/or SOLAS safety standards